# Schönermark
Schönermark es un municipio situado en el distrito de Alto Havel, en el estado federado de Brandeburgo (Alemania).

## Datos básicos
- Se encuentra situado a una altitud de 70 metros.
- Su población a finales de 2016 era de 500 habs. y su densidad poblacional, 40 hab/km².[2][3]